# Cristián Morán
Cristián Andrés Morán Vallejos (Chiguayante, Chile, 27 de julio de 1984) es un Exfutbolista chileno. Jugaba de mediocampista. 

## Clubes
| Club                  | País  | Año       |
| --------------------- | ----- | --------- |
| Arturo Fernández Vial | Chile | 2001/2002 |
| Cobreloa              | Chile | 2003-2007 |
| Deportes Antofagasta  | Chile | 2007      |
| Ñublense              | Chile | 2008-2009 |
| Deportes Concepción   | Chile | 2011      |

## Palmarés

### Campeonatos nacionales
| Título           | Club     | País  | Año    |
| ---------------- | -------- | ----- | ------ |
| Primera División | Cobreloa | Chile | 2003-A |
| Primera División | Cobreloa | Chile | 2003-C |
| Primera División | Cobreloa | Chile | 2004-C |

- Datos: Q5186416